# Lomadonta umbrata
Lomadonta umbrata är en fjärilsart som beskrevs av Felix Bryk 1913. Lomadonta umbrata ingår i släktet Lomadonta och familjen tofsspinnare. Inga underarter finns listade i Catalogue of Life.